# Łączek
Łączek (Łęczek) – jezioro w Polsce położone w województwie warmińsko-mazurskim, w powiecie szczycieńskim, w gminie Świętajno.

## Dane
- Powierzchnia – 4,5 ha
- Głębokość maksymalna – 3 m
- Typ – linowo-szczupakowe
- Jezioro jest hydrologicznie otwarte, łączy się z rzeką Babant ciekiem zwanym Leniwą Strużką

## Opis
Dno muliste, roślinność typowa jak dla tego rodzaju akwenu. Zarośnięte i podmokłe brzegi. Jezioro nieodławiane przez rybaków. Zbiornik otoczony dookoła starodrzewiem.